# هیزه
هیزه (به هلندی: Heeze) یک منطقهٔ مسکونی در هلند است که در هیزه-لینده واقع شده‌است. هیزه ۴۶٫۰۳ کیلومتر مربع مساحت و ۹٬۵۵۰ نفر جمعیت دارد.